# Viviers-sur-Chiers
Viviers-sur-Chiers è un comune francese di 686 abitanti situato nel dipartimento della Meurthe e Mosella nella regione del Grand Est.
Il territorio comunale è attraversato dal fiume Chiers.

## Società

### Evoluzione demografica
Abitanti censiti